# Liste der Baudenkmäler in Hauzenberg
Auf dieser Seite sind die Baudenkmäler in der niederbayerischen Stadt Hauzenberg zusammengestellt. Diese Tabelle ist eine Teilliste der Liste der Baudenkmäler in Bayern. Grundlage ist die Bayerische Denkmalliste, die auf Basis des Bayerischen Denkmalschutzgesetzes vom 1. Oktober 1973 erstmals erstellt wurde und seither durch das Bayerische Landesamt für Denkmalpflege geführt wird. Die folgenden Angaben ersetzen nicht die rechtsverbindliche Auskunft der Denkmalschutzbehörde.

## Baudenkmäler nach Ortsteilen

### Hauzenberg
| Lage                        | Objekt                            | Beschreibung | Akten-Nr.              | Bild                             |
| --------------------------- | --------------------------------- | --- | ---------------------- | -------------------------------- |
| Am Rathaus 14 (Standort)    | Portal                            | Portal, bezeichnet 1813. | D-2-75-126-1 Wikidata  | Portal                           |
| Bahnhofstraße 18 (Standort) | Bahnhof Hauzenberg                | Bahnhof Hauzenberg der Bahnstrecke Passau–Hauzenberg; mehrgliedriges Empfangs- und Stationsgebäude, südlicher Pavillon mit Mansardwalmdach, Flacherker nach Süden, Vorbau mit Schweifgiebelfassade nach Osten, Eckrustizierungen in bossierten Granitsteinen, in den Formen deutscher Neurenaissance, 1903/04. | D-2-75-126-65 Wikidata | weitere Bilder                   |
| Bahnsteig 7 (Standort)      | Bildstock                         | Satteldachgehäuse auf Sockel, Granit, bezeichnet 1634 | D-2-75-126-74          | Bildstock                        |
| Im Tränental 5 (Standort)   | Nachgotischer Türsturz            | Nachgotischer Türsturz, bezeichnet 1599. | D-2-75-126-2 Wikidata  | Nachgotischer Türsturz           |
| Im Tränental 8 (Standort)   | Spätklassizistische Stuckreliefs  | Spätklassizistische Stuckreliefs; an der Fassade. | D-2-75-126-4 Wikidata  | Spätklassizistische Stuckreliefs |
| Im Tränental 9 (Standort)   | Wohn- und Geschäftshaus           | Wohn- und Geschäftshaus, dreigeschossig mit Krüppelwalm, im Kern 17./18. Jahrhundert, Dach Mitte 19. Jahrhundert | D-2-75-126-62 Wikidata | weitere Bilder                   |
| Kirchplatz 1 (Standort)     | Katholische Pfarrkirche St. Vitus | Katholische Pfarrkirche St. Vitus, Chor 1. Hälfte 15. Jahrhundert (übrige Teile modern 1972); mit Ausstattung. | D-2-75-126-5 Wikidata  | weitere Bilder                   |
| Marktplatz (Standort)       | Marktbrunnen                      | 1667/68 für Schloss Neuburg a. Inn geschaffenes Becken, Sockel 1851, Steinfigur der Immaculata 1709. | D-2-75-126-10 Wikidata | weitere Bilder                   |
| Marktplatz 6 (Standort)     | Gasthaus                          | Gasthaus, dreigeschossiger Walmdachbau mit Putzgliederungen, 1855. | D-2-75-126-6 Wikidata  | Gasthaus                         |
| Marktplatz 9 (Standort)     | Wohn- und Geschäftshaus           | Wohn- und Geschäftshaus, dreigeschossiger Walmdachbau mit spätklassizistischem Fassadendekor, 1823. | D-2-75-126-7 Wikidata  | Wohn- und Geschäftshaus          |
| Marktplatz 10 (Standort)    | Gasthof Krennerbräu               | Gasthof Krennerbräu, biedermeierlicher Bau mit Rundbogenfenstern und Vortreppe, Mitte 19. Jahrhundert | D-2-75-126-8 Wikidata  | Gasthof Krennerbräu              |
| Poststraße 9 (Standort)     | Villa                             | Villa, barockisierend, um 1900; Wohnhaus mit ovalen Gauben, Erker, Fassadengliederung durch Putzquaderung, Gesimse und Zahnkränze; Rückgebäude ehemals Stallungen, Remise und Kutscherwohnung, gleichzeitig.                                                                                                   | D-2-75-126-57 Wikidata | weitere Bilder                   |
| Schulstraße 2 (Standort)    | Rathaus                           | mit flachem Walmdach und Zwerchgiebel, Ende 19. Jahrhundert | D-2-75-126-9 Wikidata  | Rathaus                          |

### Aubach
| Lage                                        | Objekt        | Beschreibung                                      | Akten-Nr.              | Bild          |
| ------------------------------------------- | ------------- | ------------------------------------------------- | ---------------------- | ------------- |
| Aubach 22 (Standort)                        | Bildstock     | Säule mit Laterne, Anfang 18. Jahrhundert         | D-2-75-126-13 Wikidata | Bildstock     |
| In Aubach; am südlichen Ortsrand (Standort) | Weilerkapelle | mit Dachreiter, bezeichnet 1843; mit Ausstattung. | D-2-75-126-11 Wikidata | Weilerkapelle |

### Eitzingerreut
| Lage                        | Objekt     | Beschreibung | Akten-Nr.              | Bild       |
| --------------------------- | ---------- | --- | ---------------------- | ---------- |
| Eitzingerreut 15 (Standort) | Stadel     | Zugehöriger in dieser Form seltener Stadel mit flachem Walmdach und Kastengesims, bezeichnet 1833; zugehöriger freistehender, zweigeschossiger Traidkasten, Mitte 18. Jahrhundert; daneben bemaltes Remisentor, 1. Drittel 19. Jahrhundert | D-2-75-126-14 Wikidata | Stadel     |
| Eitzingerreut 16 (Standort) | Kruzifixus | Barocker Kruzifixus mit jüngeren Zutaten (Arma Christi und kleine Assistenzfiguren, 19. Jahrhundert); am Stadel. | D-2-75-126-15 Wikidata | Kruzifixus |

### Freudensee
| Lage                                                                                            | Objekt                    | Beschreibung                                                                                    | Akten-Nr.              | Bild           |
| ----------------------------------------------------------------------------------------------- | ------------------------- | ----------------------------------------------------------------------------------------------- | ---------------------- | -------------- |
| Freudensee 13 (Standort)                                                                        | Reste der Burg Freudensee | Reste der Burg Freudensee, erbaut um 1400, um 1870 zu einem Wohnhaus ausgebaut und aufgestockt. | D-2-75-126-17 Wikidata | weitere Bilder |
| Nähe Freudensee; bei der ehemaligen Hammerschmiede an der Südostecke des Freudensees (Standort) | Kapelle                   | Ende 18. Jahrhundert; mit Ausstattung.                                                          | D-2-75-126-18 Wikidata | Kapelle        |

### Fürsetzing
| Lage                       | Objekt    | Beschreibung                                                       | Akten-Nr.              | Bild      |
| -------------------------- | --------- | ------------------------------------------------------------------ | ---------------------- | --------- |
| Nähe Fürsetzing (Standort) | Bildstock | 1. Hälfte 18. Jahrhundert; nördlich an der Straße nach Hauzenberg. | D-2-75-126-19 Wikidata | Bildstock |

### Geiersberg
| Lage                     | Objekt      | Beschreibung | Akten-Nr.              | Bild        |
| ------------------------ | ----------- | --- | ---------------------- | ----------- |
| Geiersberg 1 (Standort)  | Bauernhaus  | Bauernhaus, Massivbau mit Halbwalmdach, erbaut 1858.                                                                                               | D-2-75-126-20 Wikidata | BW          |
| In Geiersberg (Standort) | Dorfkapelle | Polygonal schließender Quaderbau mit schindelgedecktem Satteldach, Giebeldachreiter, Rundbogenöffnungen und Vordach auf Pilastern, bezeichnet 1949 | D-2-75-126-67          | Dorfkapelle |

### Germannsdorf
| Lage                      | Objekt | Beschreibung                                                                                                 | Akten-Nr.              | Bild   |
| ------------------------- | ------ | --- | ---------------------- | ------ |
| Hauptstraße 29 (Standort) | Hoftor | Einfahrtstor, von Pfeilern mit lagernden Löwen flankiert, darüber Stichbogen und Kartusche, bezeichnet 1823. | D-2-75-126-22 Wikidata | Hoftor |

### Gießübl
| Lage                                    | Objekt                   | Beschreibung | Akten-Nr.              | Bild                     |
| --------------------------------------- | ------------------------ | --- | ---------------------- | ------------------------ |
| Oberer Gießübl 4; In Gießübl (Standort) | Bauernhaus               | Bauernhaus, stattlicher Granitquaderbau, bezeichnet 1842; zugehöriger Doppelbackofen aus Granitquadern, bezeichnet 1818.                 | D-2-75-126-23 Wikidata | weitere Bilder           |
| Oberer Gießübl 13 (Standort)            | Zugehöriges Ausnahmshaus | Zugehöriges Ausnahmshaus, verschindelter bzw. verschalter Blockbau mit Giebelschrot über hohem Untergeschoss, 1. Drittel 19. Jahrhundert | D-2-75-126-24 Wikidata | Zugehöriges Ausnahmshaus |

### Glotzing
| Lage                   | Objekt                                                 | Beschreibung                                                                        | Akten-Nr.              | Bild                                                   |
| ---------------------- | ------------------------------------------------------ | ----------------------------------------------------------------------------------- | ---------------------- | ------------------------------------------------------ |
| Glotzing 5 (Standort)  | Bauernhaus mit Halbwalmdach                            | Bauernhaus mit Halbwalmdach, bezeichnet 1853; zugehörig zu stattlichem Dreiseithof. | D-2-75-126-25 Wikidata | Bauernhaus mit Halbwalmdach                            |
| In Glotzing (Standort) | Alte Ausstattung der 1980/81 wiedererrichteten Kapelle | Alte Ausstattung der 1980/81 wiedererrichteten Kapelle; an der Straße nach Loifing. | D-2-75-126-26 Wikidata | Alte Ausstattung der 1980/81 wiedererrichteten Kapelle |

### Grub
| Lage                         | Objekt                       | Beschreibung | Akten-Nr.              | Bild           |
| ---------------------------- | ---------------------------- | --- | ---------------------- | -------------- |
| Grub 7; Nähe Grub (Standort) | Vierseithofanlage mit Inhaus | Vierseithofanlage mit Inhaus, Doppelbackhaus, Brunnen und Hofkapelle, 1. Hälfte 19. Jahrhundert, Granitquaderbauten, z. T. verputzt, im Giebel des Wohnhauses Spruchband, bezeichnet „Jakob Ertl 1826“, südlicher Stall 1981 nach Brand erneuert, Kapelle bezeichnet 1720, 1821, 1960 renoviert. | D-2-75-126-58 Wikidata | weitere Bilder |

### Haag
| Lage                     | Objekt                   | Beschreibung | Akten-Nr.              | Bild           |
| ------------------------ | ------------------------ | --- | ---------------------- | -------------- |
| Kirchhofweg 2 (Standort) | Pfarrkirche St. Nikolaus | Neubau von 1923/25, unter Einbeziehung der spätgotischen Vorgängerkirche von 1442; mit Ausstattung, u. a.Hl. Maria und Hl. Nikolaus (Lindenholz, 1947) von Otto Zirnbauer. | D-2-75-126-28 Wikidata | weitere Bilder |

### Hemerau
| Lage                  | Objekt   | Beschreibung            | Akten-Nr.              | Bild     |
| --------------------- | -------- | ----------------------- | ---------------------- | -------- |
| In Hemerau (Standort) | Kruzifix | bäuerliche Renaissance. | D-2-75-126-30 Wikidata | Kruzifix |

### Innerhartsberg
| Lage                         | Objekt        | Beschreibung                                                 | Akten-Nr.              | Bild          |
| ---------------------------- | ------------- | ------------------------------------------------------------ | ---------------------- | ------------- |
| In Innerhartsberg (Standort) | Bauernkapelle | mit Dachreiter, 1. Drittel 19. Jahrhundert; mit Ausstattung. | D-2-75-126-31 Wikidata | Bauernkapelle |

### Jahrdorf
| Lage                            | Objekt     | Beschreibung                                                           | Akten-Nr.              | Bild |
| ------------------------------- | ---------- | ---------------------------------------------------------------------- | ---------------------- | ---- |
| Nähe Wastlmühlstraße (Standort) | Wegkapelle | quadratischer Bau mit Zeltdach, Ende 18. Jahrhundert; mit Ausstattung. | D-2-75-126-32 Wikidata | BW   |

### Kaindlmühle
| Lage                        | Objekt          | Beschreibung | Akten-Nr.              | Bild            |
| --------------------------- | --------------- | --- | ---------------------- | --------------- |
| Kaindlmühle 3 (Standort)    | Ehemalige Mühle | Ehemalige Mühle, im Kern 16./17. Jahrhundert, dreigeschossiger Walmdachbau mit Mezzaningeschoss und übergiebeltem Mittelrisalit, Türgewände bezeichnet 1838 und 1897. | D-2-75-126-33 Wikidata | Ehemalige Mühle |
| Nähe Kaindlmühle (Standort) | Wegkapelle      | mit Halbwalmdach, 1. Drittel 19. Jahrhundert | D-2-75-126-34 Wikidata | Wegkapelle      |

### Kinatöd
| Lage                    | Objekt    | Beschreibung                                               | Akten-Nr.              | Bild      |
| ----------------------- | --------- | ---------------------------------------------------------- | ---------------------- | --------- |
| Nähe Kinatöd (Standort) | Feldkreuz | Waffen-Christi-Kreuz, von Josef Weidinger, 19. Jahrhundert | D-2-75-126-59 Wikidata | Feldkreuz |

### Kollersberg
| Lage                      | Objekt      | Beschreibung                                                  | Akten-Nr.              | Bild           |
| ------------------------- | ----------- | ------------------------------------------------------------- | ---------------------- | -------------- |
| In Kollersberg (Standort) | Ortskapelle | neugotisch, mit Dachreiter, 19. Jahrhundert; mit Ausstattung. | D-2-75-126-35 Wikidata | weitere Bilder |

### Kramersdorf
| Lage                      | Objekt        | Beschreibung                                                                                 | Akten-Nr.              | Bild           |
| ------------------------- | ------------- | -------------------------------------------------------------------------------------------- | ---------------------- | -------------- |
| Kramersdorf 9 (Standort)  | Austragshäusl | Zugehöriges Austragshäusl, offener Quaderbau mit Flachsatteldach, 2. Viertel 19. Jahrhundert | D-2-75-126-36 Wikidata | BW             |
| Kramersdorf 10 (Standort) | Dorfkapelle   | mit Dachreiter, neubarock, um 1910; mit Ausstattung.                                         | D-2-75-126-37 Wikidata | weitere Bilder |

### Krinning
| Lage                        | Objekt                              | Beschreibung | Akten-Nr.     | Bild                                |
| --------------------------- | ----------------------------------- | --- | ------------- | ----------------------------------- |
| Sicklinger Weg 2 (Standort) | Zugehöriges Nebengebäude mit Hoftür | ehem. Stall mit Traidkasten, traufständiger Quaderbau mit vorschießendem Flachsatteldach, teilweise verschindeltem Blockbau-Obergeschoss und Traufschrot, innen bezeichnet mit „1822“ | D-2-75-126-70 | Zugehöriges Nebengebäude mit Hoftür |

### Lacken
| Lage                           | Objekt            | Beschreibung                                                   | Akten-Nr.              | Bild              |
| ------------------------------ | ----------------- | -------------------------------------------------------------- | ---------------------- | ----------------- |
| Bauzinger Straße 19 (Standort) | Kapellenbildstock | wohl 19. Jahrhundert; mit Ausstattung; vor Bauzingerstraße 19. | D-2-75-126-39 Wikidata | Kapellenbildstock |

### Oberdiendorf
| Lage                                                | Objekt          | Beschreibung | Akten-Nr.              | Bild           |
| --------------------------------------------------- | --------------- | --- | ---------------------- | -------------- |
| In Oberdiendorf (Standort)                          | Bildstock       | Satteldachkopfstück auf gefastem Pfeiler, Granit, bezeichnet 1873 | D-2-75-126-71          | Bildstock      |
| Kreuzfeld (Standort)                                | Bildstock       | Satteldachkopfstück auf Säule und Standplatte, Granit, 17./18. Jahrhundert. | D-2-75-126-42 Wikidata | Bildstock      |
| Dorfstraße 9 (Standort)                             | Waldlerhaus     | Waldlerhaus, Wohnhaus eines ehemaligen Vierseithofes, Blockbau mit Giebelschrot und Flachsatteldach, nach dem Profil der Firstpfette 2. Viertel 17. Jahrhundert                                | D-2-75-126-41 Wikidata | Waldlerhaus    |
| Nördliche Eisenbahnbrücke über die Erlau (Standort) | Eisenbahnbrücke | Eisenbahnbrücke über die Erlau, Teil der Lokalbahnstrecke Passau-Hauzenberg; Bogenbrücke, mit flachem Mittelgewölbe und kleineren seitlichen Entlastungsbögen, Granitquadermauerwerk, 1903/04. | D-2-75-126-64 Wikidata | weitere Bilder |
| Südliche Eisenbahnbrücke über die Erlau (Standort)  | Eisenbahnbrücke | Eisenbahnbrücke über die Erlau, Teil der Lokalbahnstrecke Passau-Hauzenberg; Bogenbrücke, mit flachem Mittelgewölbe und kleineren seitlichen Entlastungsbögen, Granitquadermauerwerk, 1903/04. | D-2-75-126-63          | weitere Bilder |

### Oberkümmering
| Lage                 | Objekt    | Beschreibung                                                     | Akten-Nr.              | Bild      |
| -------------------- | --------- | ---------------------------------------------------------------- | ---------------------- | --------- |
| Schochert (Standort) | Bildstock | Satteldachkopfstück auf Säule und Standplatte, 1. Hälfte 18. Jh. | D-2-75-126-43 Wikidata | Bildstock |

### Penzenstadl
| Lage                      | Objekt                     | Beschreibung                                                                                  | Akten-Nr.              | Bild                       |
| ------------------------- | -------------------------- | --------------------------------------------------------------------------------------------- | ---------------------- | -------------------------- |
| In Penzenstadl (Standort) | Bildstock                  | vierseitiges Gehäuse mit Reliefs auf Säule, Granit, bez. 1692 und 1863.                       | D-2-75-126-45 Wikidata | Bildstock                  |
| Haus Nummer 8 (Standort)  | Wohnhaus des Vierseithofes | Wohnhaus des Vierseithofes, mit überstehendem Halbwalmdach und Glattputzbändern, erbaut 1848. | D-2-75-126-44 Wikidata | Wohnhaus des Vierseithofes |

### Petzenberg
| Lage                                              | Objekt                                              | Beschreibung                                         | Akten-Nr.              | Bild           |
| ------------------------------------------------- | --------------------------------------------------- | ---------------------------------------------------- | ---------------------- | -------------- |
| In Haag; an der Straße nach Petzenberg (Standort) | Alte Ausstattung der 1978 wiedererrichteten Kapelle | Alte Ausstattung der 1978 wiedererrichteten Kapelle. | D-2-75-126-29 Wikidata | weitere Bilder |

### Pisling
| Lage                  | Objekt             | Beschreibung                                                         | Akten-Nr.              | Bild               |
| --------------------- | ------------------ | -------------------------------------------------------------------- | ---------------------- | ------------------ |
| Pisling 12 (Standort) | Bauernhaus         | Bauernhaus, mit farbig gefassten Stuckverzierungen, bezeichnet 1888. | D-2-75-126-46 Wikidata | Bauernhaus         |
| In Pisling (Standort) | Arma–Christi–Kreuz | Im Viernageltypus mit Schmerzhafter Muttergottes, um 1890            | D-2-75-126-72          | Arma–Christi–Kreuz |

### Raßberg
| Lage                  | Objekt        | Beschreibung | Akten-Nr.              | Bild           |
| --------------------- | ------------- | --- | ---------------------- | -------------- |
| Im Erlet (Standort)   | Waldkapelle   | sogenannt Hl. Röhre, traufständiger Satteldachbau mit Giebeldachreiter, Holzbau, 1909, Schwellstufe bezeichnet 1576; mit Ausstattung                                          | D-2-75-126-49 Wikidata | weitere Bilder |
| In Raßberg (Standort) | Marterl       | Gusseisenkreuz auf verdachtem und ornamentiertem Inschriftensockel, bezeichnet 1875                                                                                           | D-2-75-126-73          | Marterl        |
| Raßberg 26 (Standort) | Austragshäusl | Zugehöriges schmales Austragshäusl im Waldlerhaustyp, zweigeschossiger und giebelständiger Blockbau mit vorschießendem Flachsatteldach und Giebelschrot, Ende 18. Jahrhundert | D-2-75-126-48 Wikidata | Austragshäusl  |

### Renfting
| Lage                                             | Objekt      | Beschreibung | Akten-Nr.              | Bild           |
| ------------------------------------------------ | ----------- | --- | ---------------------- | -------------- |
| Renfting 26 (Standort)                           | Waldlerhaus | Waldlerhaus, Blockbau mit Flachsatteldach und (neuem) Giebelschrot, 1. Hälfte 18. Jahrhundert, z. T. massiv erneuert 1802; Pforte zum Hof, bezeichnet 1857; stattlicher Doppelbackofen, 1. Hälfte 19. Jahrhundert | D-2-75-126-50 Wikidata | weitere Bilder |
| In Renfting (Standort)                           | Dorfkapelle | Polygonal schließender und traufständiger Satteldachbau mit Giebeldachreiter und Rundfenstern, Bruchstein mit Eckquaderung, um 1950                                                                               | D-2-75-126-69          | Dorfkapelle    |
| Unterfeld; Von Glotzing nach Renfting (Standort) | Bildstock   | Vierseitiges Stichbogenkopfstück auf gefastem Pfeiler, Granit, Anfang 19. Jahrhundert | D-2-75-126-27 Wikidata | Bildstock      |

### Ruhmannsdorf
| Lage                           | Objekt       | Beschreibung | Akten-Nr.              | Bild         |
| ------------------------------ | ------------ | --- | ---------------------- | ------------ |
| Ruhmannsdorf 3 (Standort)      | Nebengebäude | Zugehörig kleines Nebengebäude mit Flachsatteldach und Blockbau-Oberteil (Austragshaus), Anfang 19. Jahrhundert | D-2-75-126-51 Wikidata | Nebengebäude |
| Ruhmannsdorf 11, 13 (Standort) | Vierseithof  | Vierseithof, geschlossene Hofanlage, innen dreiseitig umlaufender Schrot auf Granitkonsolen; Wohnhaus 1826, um 1970 verändert; Kuhstall, Säulen, Unterzüge, Decke, Fußboden und Tröge Granit, 1871; Stadel, 1. Hälfte 19. Jahrhundert; Schweinestall, Granitdecke; Pferdestall, böhmische Kappen, bezeichnet 18JR76; Inhäusl, bezeichnet 18JR94; Backhaus und Schmiede. | D-2-75-126-60 Wikidata | Vierseithof  |
| Ruhmannsdorf 18 (Standort)     | Bildstock    | Satteldachgehäuse mit Wappenschilden auf gefastem Pfeiler, Granit, 2. Hälfte 16. Jh. | D-2-75-126-52 Wikidata | Bildstock    |

### Steinberg
| Lage                       | Objekt  | Beschreibung                                                                                                   | Akten-Nr.              | Bild           |
| -------------------------- | ------- | --- | ---------------------- | -------------- |
| Nähe Fürsetzing (Standort) | Kapelle | sog. Bründl-Kapelle, polygonal schließender Satteldachbau mit Giebeldachreiter, auf Bruchsteinsockel, um 1880. | D-2-75-126-53 Wikidata | weitere Bilder |

### Tiessenhäusl
| Lage                       | Objekt                   | Beschreibung | Akten-Nr.              | Bild                     |
| -------------------------- | ------------------------ | --- | ---------------------- | ------------------------ |
| Tiessenhäusl 58 (Standort) | Ehemaliges Taglöhnerhaus | Ehemaliges Taglöhnerhaus; schlichter doppelgeschossiger Holzblock-Bau auf Granitsockel, Stallanbau aus Granitquadern, Mitte 19. Jahrhundert; Garagenanbau modern. | D-2-75-126-61 Wikidata | Ehemaliges Taglöhnerhaus |

### Wotzdorf
| Lage                  | Objekt                       | Beschreibung | Akten-Nr.              | Bild                         |
| --------------------- | ---------------------------- | --- | ---------------------- | ---------------------------- |
| Im Dorf 6 (Standort)  | Hofmauer mit Tor und Pforten | Zugehörige Hofmauer mit Tor und Pforten, bezeichnet 1854. | D-2-75-126-55 Wikidata | Hofmauer mit Tor und Pforten |
| Im Dorf 14 (Standort) | Hofmauer mit Säulenpforte    | Zugehörige Hofmauer mit Säulenpforte und spätklassizistischem Korbbogentor, bezeichnet 1848. | D-2-75-126-56 Wikidata | Hofmauer mit Säulenpforte    |
| Im Dorf 23 (Standort) | Vierseithof                  | Vierseithof; einheitliche Anlage aus Granitquadern, mit Hauskapelle erbaut 1833–39, das Wohnhaus durch ein Walmdach und der Straßenflügel durch reiche Steinmetzarbeiten an den Torbögen ausgezeichnet. | D-2-75-126-54 Wikidata | weitere Bilder               |

### Keinem Gemeindeteil zugeordnet
| Lage                                                  | Objekt                                 | Beschreibung | Akten-Nr.     | Bild |
| ----------------------------------------------------- | -------------------------------------- | --- | ------------- | ---- |
| Hochholz; Häckenholz; Stierweide; Traxelau (Standort) | Sogenannter Fürsten- oder Firmiansteig | ehem. Fernweg nach Böhmen, teilweise Hohlweg, erhaltener Teil mit Granitplattenbelag und Randsteinen, wohl im Kern mittelalterlich, mit Ausbau im 18. Jh. unter Fürstbischof Firmian (1708–1783). | D-2-75-126-78 | BW   |

## Ehemalige Baudenkmäler
In diesem Abschnitt sind Objekte aufgeführt, die früher einmal in der Denkmalliste eingetragen waren, jetzt aber nicht mehr. Objekte, die in anderem Zusammenhang also z. B. als Teil eines Baudenkmals weiter eingetragen sind, sollen hier nicht aufgeführt werden. Aktennummern in diesem Abschnitt sind ehemalige, jetzt nicht mehr gültige Aktennummern.

| Lage                                 | Objekt              | Beschreibung | Akten-Nr.              | Bild |
| ------------------------------------ | ------------------- | --- | ---------------------- | ---- |
| Aubach 27 (Standort)                 | Austragshaus        | Austragshaus, mit Blockbau-Oberteil und Flachsatteldach, Anfang 19. Jahrhundert                                                   | D-2-75-126-12 Wikidata | BW   |
| Freudensee 5 (Standort)              | Kruzifix            | Am Haus Kruzifix, 17. Jahrhundert                                                                                                 | D-2-75-126-16 Wikidata | BW   |
| Germannsdorf Haus Nummer 15 ()       | Kalkstein-Haustafel | Kalkstein-Haustafel, bezeichnet 1840.                                                                                             | D-2-75-126-21 Wikidata |      |
| Krinning Sicklinger Weg 7 (Standort) | Ausnahmshaus        | Zugehöriges Ausnahmshaus mit Traufschrot, bezeichnet 1822 und 1823.                                                               | D-2-75-126-38 Wikidata | BW   |
| Lindbüchl 8 (Standort)               | Stallstadel         | Zugehöriger Stallstadel, Quaderbau mit überstehendem Walmdach, 2. Viertel 19. Jahrhundert                                         | D-2-75-126-40 Wikidata | BW   |
| Pisling 18 (Standort)                | Bauernhaus          | Bauernhaus, eingeschossiger Massivbau mit Flachsatteldach, rückwärts Blockbau-Giebel, Fresko am Südgiebel, Anfang 19. Jahrhundert | D-2-75-126-47 Wikidata | BW   |